# Zameczek (Mazovie)
Pour les articles homonymes, voir Zameczek.
Zameczek (prononciation : [zaˈmɛt͡ʂɛk]) est un village polonais de la gmina de Przytyk dans le powiat de Radom de la voïvodie de Mazovie dans le centre-est de la Pologne.

## Histoire
De 1975 à 1998, le village appartenait administrativement à la voïvodie de Radom.